# Foxboro, Ontario
Foxboro är ett samhälle i Ontario i Kanada.

## Närmaste platser
- Stirling, nordväst (avstånd: 12 kilometer)
- Plainfield, nordöst (avstånd: cirka 6 kilometer)
- Belleville, syd (avstånd: 10 kilometer från centrum)
- Frankford, väst (avstånd: cirka 23 kilometer)